# Armand Duplantis
Armand Gustav „Mondo“ Duplantis (* 10. listopadu 1999 Lafayette, Louisiana) je švédský atlet ve skoku o tyči, světový rekordman pod otevřeným nebem (628 cm) i v hale (622 cm), olympijský vítěz z tokijských her 2020, pařížských her 2024, mistr světa z let 2022 a 2023 a vícenásobný mistr Evropy. K červnu 2025 byl držitelem dvanácti nejlepších skoků historie.
Žije ve Spojených státech amerických, kde se narodil do sportovně založené rodiny amerického tyčkaře Grega Duplantise, s osobním maximem 580 cm, a švédské sedmibojařky a volejbalistky Heleny Duplantisové (rozené Hedlundové).

## Kariéra
Titul mistra světa ve skoku o tyči získal na mistrovství světa do 17 let v Cali v roce 2015. V následující sezóně vybojoval bronzovou medaili na juniorském mistrovství světa v Bydhošti. V roce 2017 vylepšil juniorský světový rekord ve skoku o tyči – nejprve na 575 cm, později na 590 cm. V červenci tohoto roku se stal juniorským mistrem Evropy. Při svém prvním startu mezi dospělými obsadil na světovém šampionátu v Londýně v soutěži tyčkařů deváté místo.
Rok 2018 mu přinesl dva tituly – nejdříve se stal mistrem světa v juniorské kategorii, 12. srpna zvítězil na mistrovství Evropy v Berlíně výkonem 605 cm (juniorský světový rekord). V roce 2019 se v katarském Dauhá stal vicemistrem světa za 597 cm a pouze na pokusy prohrál s Američanem Samem Kendriksem.

### Sezóna 2020
Dne 8. února 2020 pokořil světový rekord výkonem 617 cm v polské Toruni. Dne 15. února 2020 v Glasgow vylepšuje svůj světový rekord na 618 cm. 17. září 2020 překonal v Římě dvacet šest let starý Bubkův „venkovní světový rekord“ na druhý pokus skokem přes 615 cm a vede světové tabulky všech dob jak v hale tak i venku.

### Sezóna 2021
Na halovém ME byl po odstoupení Renauda Lavillenieho hlavním favoritem. Svými 605 cm překonal rekord šampionátu a nedal šanci konkurentům Valentinu Lavilleniemu a Piotru Lisekovi, kteří by si museli zvednout osobní rekordy, aby se Duplantisovi mohli rovnat. 
Na přesunutých olympijských hrách v Tokiu získal zlato za 602 cm a následně nebyl daleko k opětovnému překonání svého světového rekordu. Stříbrný medailista, Chris Nilsen, byl za vítěze vděčný a přirovnal soupeření s Duplantisem k pokusům běžného fotbalisty vyrovnat se Lionelu Messimu nebo Cristianu Ronaldovi. Poté dodal, že Armandova převaha nad ostatními tyčkaři je působivá.

### Sezóna 2022
7. března na halovém meetingu v Bělehradě podruhé vylepšil svůj rekord na 619 cm. O dva týdny později, 20. března, během halového světového šampionátu, taktéž v Bělehradě, znovu překonal světový rekord, když zdolal 620 cm.
30. června zlomil na Bauhaus-Galan jeho venkovní maximum (615 cm), když zvládl výšku 616 cm. 24. července posunul v oregonském Eugene svůj světový rekord na 621 cm. Na ME v Mnichově zlomil výškou 606 cm rekord šampionátu.
V září uzavřel sezónu ziskem trofeje pro vítěze Diamantové ligy, když si v Curychu poradil s výškou 607 cm.

### Sezóna 2023
Ročník 2023 pro Duplantise odstartoval akcí Mondo Classic v Uppsale, kde bral za 610 cm zlatou medaili. Tento výsledek byl také nejlepším sezonu-otevírajícím výkonem v tomto sportu.
25. února na halovém meetingu All Star Perche ve francouzském Clermont-Ferrand Armand již popáté pokořil svůj světový rekord, když překonal laťku ve výšce 622 cm. Tento počin ale vydržel jen do 17. září, kdy na Prefontaine Classic v Eugene překonal 623 cm.

### Sezóna 2024

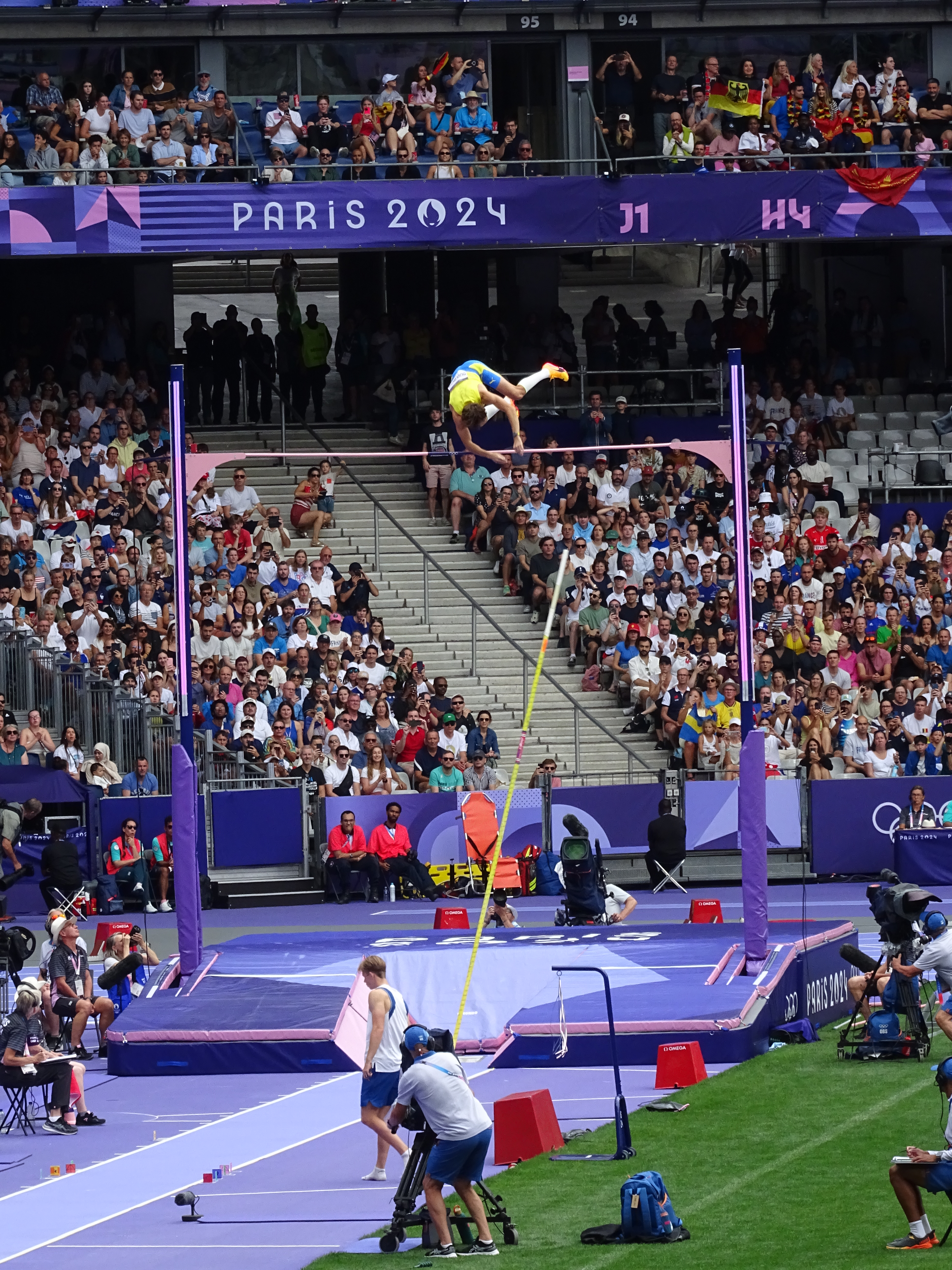
Armand Duplantis v kvalifikaci do olympijského finále, 3. srpna 2024.

V březnu 2024 získal Duplantis zlatou medaili na Halovém MS v Glasgow. 20. dubna na Diamantové lize v čínském Sia-menu zvýšil Duplantis svůj světový rekord na 624 cm. 12. června na ME v Římě zvýšil rekord šampionátu na 610 cm.
Na olympiádé v Paříži nejdříve získal zlatou medaili za zdolání 600 cm, následně zlomil 8 let starý olympijský rekord Thiago Braze, když překonal výšku 610 cm a soutěž zakončil osmým překonáním svého vlastního světového rekordu, který posunul na 625 cm. O 20 dní později, 25. srpna, na Diamantové lize v Polsku, posunul o další centimetr svůj světový rekord, který nyní činí 626 cm.
V exhibičním závodě v běhu na 100 metrů s norským světovým rekordmanem v běhu na 400 metrů překážek Karstenem Warholmem dne 4. září 2024 v Curychu zvítězil Duplantis o desetinu sekundy v čase nového osobního rekordu 10,37 s.

## Osobní rekordy

### Venku
- Skok o tyči – 629 cm, Budapešť, Maďarsko, 12. srpna 2025 [18]
 – současný světový rekord a evropský rekord

### Hala
- Skok o tyči – 622 cm, Clermont-Ferrand, Francie, 25. února 2023[2]
 – současný světový rekord a evropský rekord

## Osobní naxima mítinků DIAMANTOVÉ LIGY
| Pořadí | Mítink                            | Rok  | Místo     | Výkon            |
| ------ | --------------------------------- | ---- | --------- | ---------------- |
| 1.     | Diamantová liga Xiamen            |      | Sia-men   |                  |
| 2.     | Shanghai Golden Grand Prix        | 2025 | Šanghaj   | 611 cm           |
| 3.     | Doha Diamond League               | 2022 | Dauhá     | 602 cm           |
| 4.     | Meeting international Mohammed-VI | ???  | Rabat     | ???              |
| 5.     | Golden Gala                       | 2020 | Řím       | 615 cm           |
| 6.     | Bislett Games                     | 2025 | Oslo      | 615 cm           |
| 7.     | Bauhaus-Galan                     | 2025 | Stockholm | 628 cm Rekord DL |
| 8.     | Meeting de Paris                  | 2021 | Paříž     | 601 cm           |
| 9.     | Prefontaine Classic               | 2023 | Eugene    | 623 cm           |
| 10.    | Meeting Herculis                  | 2025 | Monako    | 605 cm           |
| 11.    | London Grand Prix                 | ???  | Londýn    | ???              |
| 12.    | Memoriál Kamily Skolimowské       | 2024 | Chořov    | 626 cm           |
| 13.    | Athletissima                      | 2024 | Lausanne  | 615 cm           |
| 14.    | Memoriál Van Dammeho              | 2024 | Brusel    | 611 cm           |
| 15.    | Weltklasse Zürich                 | 2022 | Curych    | 607 cm           |
| 16.    | Golden Gala                       | 2020 | Florencie | 615 cm           |

## Ocenění
V dubnu 2025 převzal cenu Laureus, označovanou za sportovního Oscara, pro nejlepšího sportovce roku 2024 a proměnil tak čtvrtou nominaci. Po Jeleně Isinbajevové se stal druhým oceněným tyčkařem.